# Tiffany Limos
 (avril 2019).
Si vous disposez d'ouvrages ou d'articles de référence ou si vous connaissez des sites web de qualité traitant du thème abordé ici, merci de compléter l'article en donnant les références utiles à sa vérifiabilité et en les liant à la section « Notes et références ».
Tiffany Limos est une actrice américaine d'origine philippine née le 30 janvier 1980 à Dallas.

## Filmographie
- 2002 : Ken Park : Peaches
- 2002 : Teenage Caveman : Judith
- 2005 : Sueño
- 2006 : Friendly Fire